# Ermenegildo Bertola
Ermenegildo Giuseppe Quintino Bertola (Vercelli, 12 luglio 1909 – Vercelli, 25 giugno 2000) è stato un politico italiano.
Fu esponente e fondatore della Democrazia Cristiana vercellese nonché componente del Comitato di Liberazione Nazionale e dell'Assemblea Costituente.
(Giuseppe Laras, dalla prefazione di  Ermenegildo Bertola, L'eternità del mondo in Mosè Maimonide e altri scritti (1949-1996), a cura di Giacomo Petrarca, Salomone Belforte & C., 2018.)

## Biografia

### La formazione e l'insegnamento

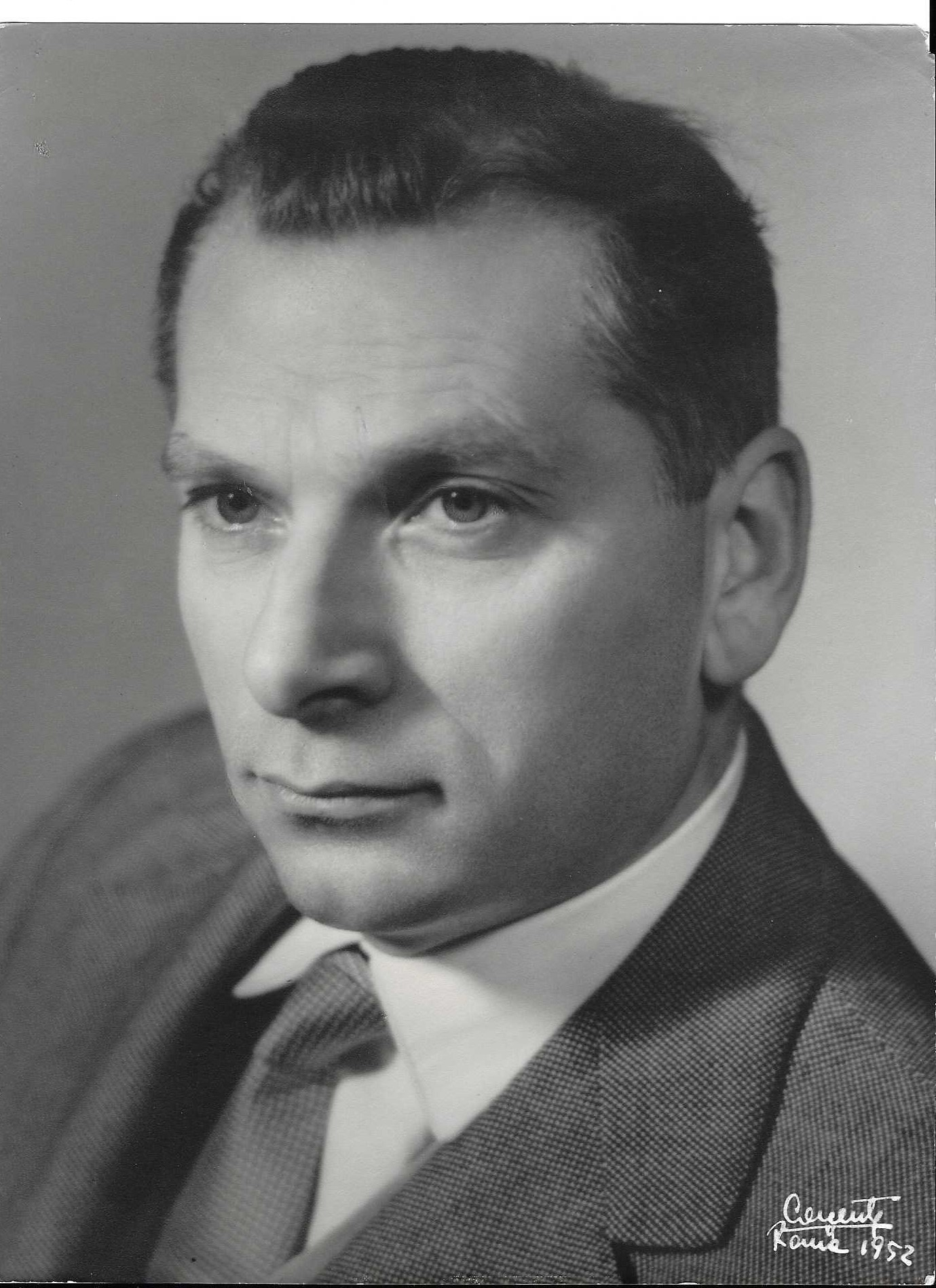
Bertola in una fotografia del 1952

Ermenegildo Bertola nacque il 12 luglio 1909 in Piemonte, nel distretto di San Giuliano a Vercelli. Secondogenito di cinque fratelli, era cresciuto in una famiglia cattolica di origine modeste, figlio di Leopoldo Bertola e di Domenica Coscia. Studiò da privatista conseguendo il diploma di maestro nel 1933 all'Istituto Magistrale Rosa Stampa; frequentò l'Università Cattolica del Sacro Cuore di Milano dove si laureò in pedagogia nel 1937, fortemente influenzato dai professori Amato Masnovo e Francesco Olgiati. Dopo gli studi tornò a Vercelli, dove tra il 1938-1939 insegnò filosofia e storia al Liceo Classico e in seguito filosofia e pedagogia nell'Istituto Magistrale. Contemporaneamente strinse amicizia con il rabbino Ugo Massiach, sotto la guida del quale studiò l'ebraico avendo anche accesso alla biblioteca della comunità israelitica. Successivamente ottenne la libera docenza in Storia della filosofia medievale producendo importanti ricerche e studi. Guida spirituale per Bertola fu lo sturziano mons. Giuseppe 
Roveda, durante la cui frequentazione si dedicò allo studio della dottrina sociale della Chiesa.

### La clandestinità vercellese
Nell'estate del 1941 venne in contatto con la clandestinità nell'ambiente della sinistra vercellese che stava organizzando la Resistenza: partecipò infatti a un incontro segreto di socialisti e anarchici a cui fu condotto dal libraio Giovannacci di Vercelli. Dopo questo iniziale contatto, nell'agosto del 1943 Bertola si recò per la prima volta, insieme a mons. Rodeva, a un incontro del Comitato di Liberazione regionale presso la Chiesa di Santa Maria di Piazza a Torino, e in questa occasione ebbe modo di conoscere Gustavo Colonnetti e altri importanti rappresentanti della Democrazia Cristiana. A seguito di questo e altri incontri, Bertola assunse una posizione preminente nell'ambito della clandestinità piemontese che lo portò, tra la fine del 1943 e il 1944, a diventare rappresentante della Democrazia Cristiana e in seguito presidente nel Comitato di Liberazione provinciale. Il suo impegno lo vide fin da subito coinvolto, col falso nome di "dottor Terzi", nel rimpatrio dei prigionieri di guerra inglesi e americani in transito a Vercelli; la sua falsa identità fu tuttavia svelata a causa di una cartolina imprudentemente inviatagli da un prigioniero alleato giunto in Svizzera.

### Dall'armistizio al ritorno a Vercelli
Dopo l'8 settembre 1943 Bertola intensificò la sua opposizione all'occupazione tedesca e alla Repubblica Sociale Italiana. La sua attività eversiva gli costò tre mandati di cattura: fu incarcerato su iniziativa del battaglione "Tagliamento" la prima volta nel dicembre del 1943, poi per mano della Guardia Nazionale Repubblicana il 10 febbraio del 1945; in questa occasione subì torture sotto l'accusa di cospirazione presso l’Albergo Bel Giardino di Vercelli, sede di un comando repubblichino. Infine nell'aprile del 1945 riuscì a evitare la terza cattura, abbandonando Vercelli e raggiungendo il Monferrato grazie all'aiuto di alcuni suoi collaboratori e amici. Si recava periodicamente a Torino per partecipare a incontri con gli esponenti democratico-cristiani della Resistenza, evitando di farsi vedere nel Vercellese; nei giorni della Liberazione ebbe l'onore di esporre la bandiera al balcone del Palazzo del Municipio di Torino. 
Tornato a Vercelli, nel 1946 fu eletto con 10 804 voti consigliere comunale democristiano. Il suo impegno nella realtà cittadina si estese al mondo della scuola e della sanità: fu infatti preside del Liceo Scientifico e del Liceo Classico, e nel 1963 ricoprì la carica di Presidente dell'Ospedale cittadino; in questo periodo, inoltre, si occupò di organizzare le sezioni della Democrazia Cristiana in tutti i comuni del Vercellese e della Valsesia e, come Segretario provinciale della Democrazia Cristiana, ebbe grande influenza sul settimanale "La Libertà", con cui collaborò.

### Bertola a Roma: attività parlamentare

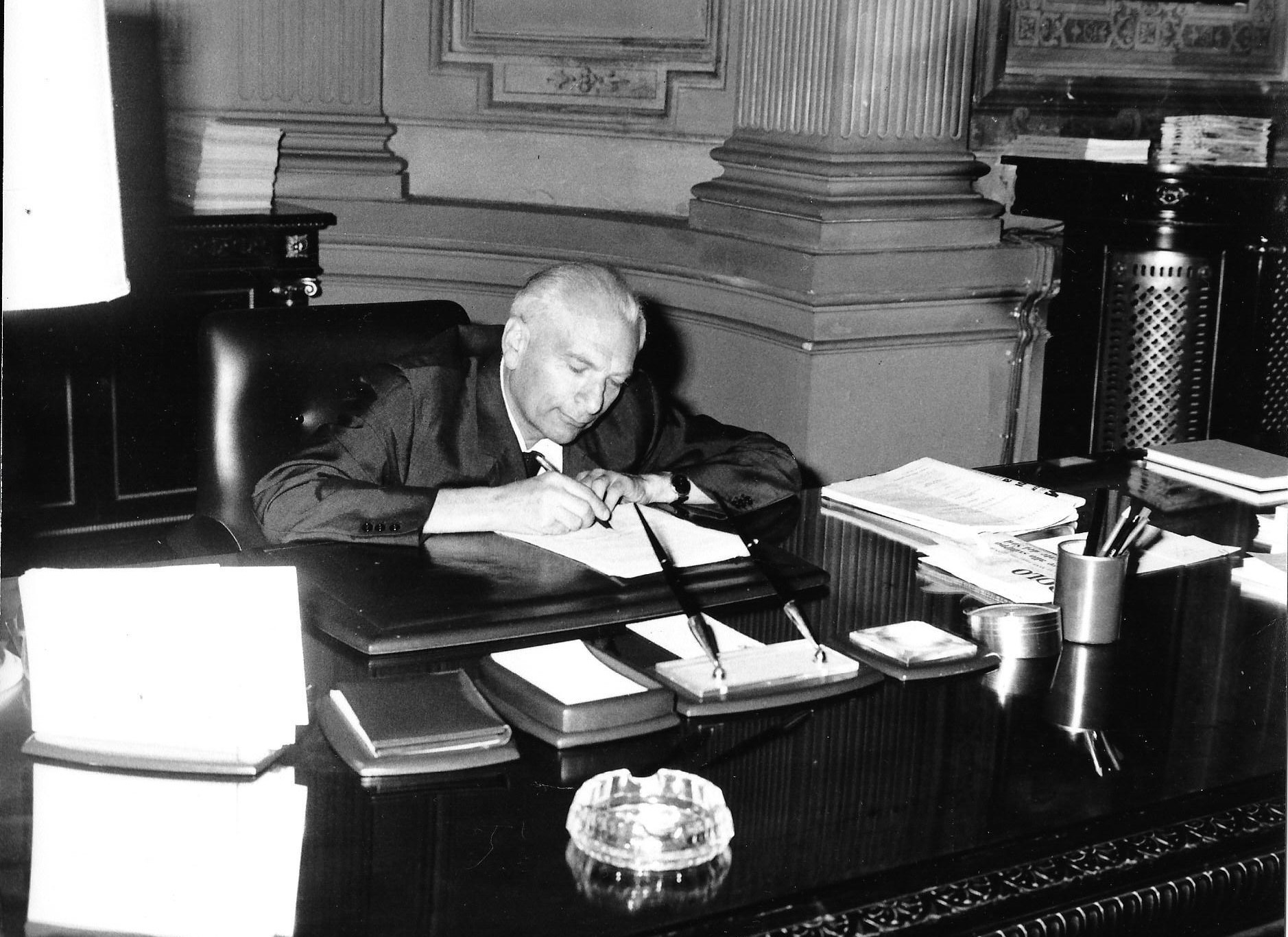
Il sottosegretario di Stato al Tesoro Bertola fotografato nel suo studio

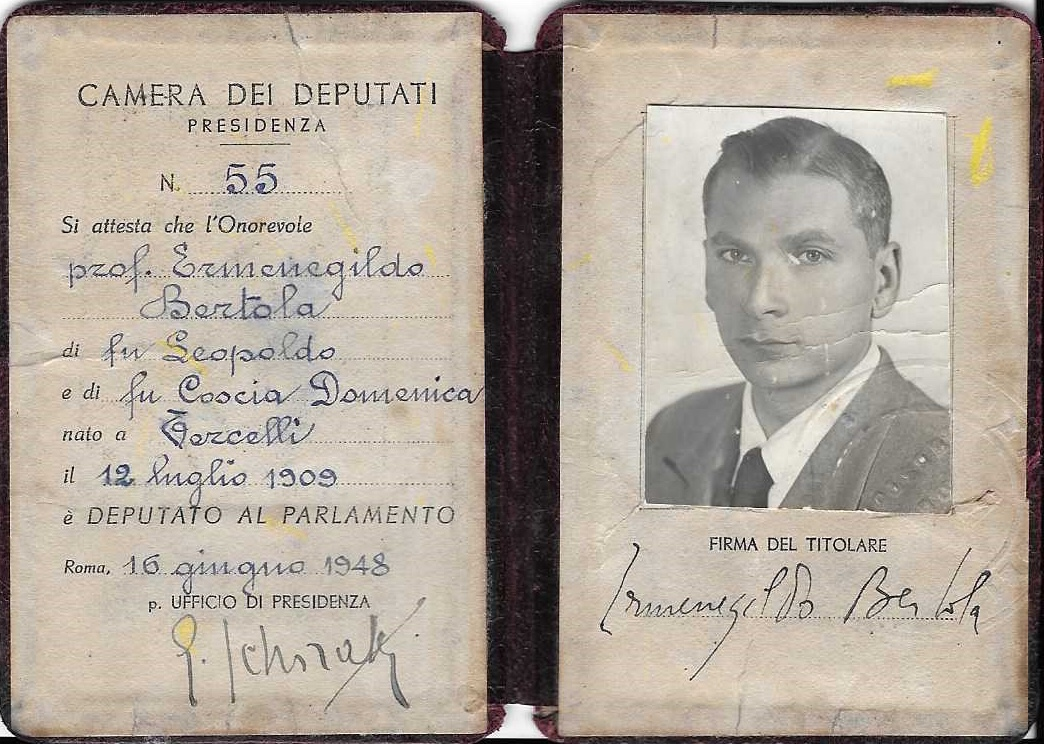
Tesserino di riconoscimento Camera dei Deputati

Il 13 giugno 1946 Bertola fu proclamato membro dell'Assemblea Costituente, avendo ottenuto 26 945 voti; faceva parte del gruppo democratico cristiano. Eletto nella prima legislatura, si occupò di diverse questioni che interessavano il paese nel secondo dopoguerra: povertà, miseria e radiodiffusione, istruzione e Belle Arti. Entrò a far parte in veste di senatore nella terza legislatura in sostituzione del defunto Giovanni Sartori, e successivamente nella quinta e sesta rispettivamente nel 1968 e nel 1972, mentre nel secondo governo Leone fu sottosegretario di Stato al Tesoro. Partecipò anche alla terza e alla quarta lesiglatura, sostituendo i defunti Giovanni Sartori e Leopoldo Baracco.

### Ultimi anni
Trascorse gli ultimi anni della sua vita a Vercelli, nella sua abitazione di via XX settembre, dedicandosi alla ricerca filosofica e partecipando alla vita della Democrazia Cristiana vercellese. Morì il 25 giugno 2000 all'Ospedale Sant'Andrea della città.

## Opere
- La filosofia ebraica, Milano, Bocca, 1947.
- Saggi e studi di filosofia medioevale, Padova, CEDAM, 1951.
- Salom ibs Gabirol (Avicebron), Padova, CEDAM, 1953.
- San Bernardo e la teologia speculativa, Padova, CEDAM, 1959.
- Il problema della coscienza nella teologia monastica del XII secolo, Padova, CEDAM, 1970.
- Il pensiero ebraico. Studi e ricerche, Padova, CEDAM, 1972.
- L'eternità del mondo in Mosè Maimonide e altri scritti (1949-1996), a cura di Giacomo Petrarca, Salomone Belforte & C., 2018.